# Colletes hedini
Colletes hedini är en biart som beskrevs av Kuhlmann 2002. Colletes hedini ingår i släktet sidenbin, och familjen korttungebin. Inga underarter finns listade i Catalogue of Life.